# 王佖 (唐朝)
王佖（8世纪？—823年），唐朝将领，李晟的外甥。
王佖勇武善于骑射，从河西、河北跟随李晟出师，王佖没有一场战役不跟从。朱泚之乱，李晟攻打光泰门，敌人兵锋强劲，王佖与兵马使李演翻越苑墙血战，挫败敌人前锋，官军大振，论功担任神策将。吐蕃攻打泾原，王佖伏兵抵御尚结赞，差点将他擒获，于是吐蕃人很畏惧他。李晟对待王佖的恩宠与儿子李愿、李愬一样，给与的东西还要超过。李晟被张延赏陷害罢除兵权，朝廷也不用王佖为将帅，入朝为左卫上将军。元和年间，李愿、李愬兄弟在方镇，王佖担任检校工部尚书、灵州大都督府长史、朔方灵盐节度使。之前，吐蕃想要在黄河上建造乌兰桥，先积蓄材木，朔方节度使每每派人偷偷把这些木材投入河流，桥一直没有建成。吐蕃人知道王佖贪而无谋，贿赂他得以快速建成乌兰桥，修筑月城防守。之后，吐蕃年年入寇朔方，人们归咎王佖。在镇检下亡术，猜忌多杀人。召还为右卫将军。故事，将相升迁，都是宫内出书，称之为白麻，王佖因为犯错罢职，改为中书省进制书。长庆三年四月，王佖去世。